# Hà Nam
Hà Nam (chin. 河南, "südlich des Flusses") ist eine Provinz (tỉnh) von Vietnam. Sie liegt im Norden des Landes im Delta des Roten Flusses.

## Bezirke
Hà Nam gliedert sich in sechs Bezirke:
- 5 Landkreise (huyện): Bình Lục, Duy Tiên, Kim Bảng, Lý Nhân und Thanh Liêm
- 1 Provinzstadt (Thành phố trực thuộc tỉnh): Phủ Lý (Hauptstadt)